# Johann Martin Schleyer
Johann Martin Schleyer (phát âm tiếng Đức: [ˈjoːhan ˈmaʁtiːn ˈʃlaɪɐ]; 18 tháng 7 năm 1831 – 16 tháng 8 năm 1912) là một linh mục Công giáo người Đức, người đã tạo ra ngôn ngữ nhân tạo Volapük.